# Hogna bellatrix
Hogna bellatrix là một loài nhện trong họ Lycosidae.
Loài này thuộc chi Hogna. Hogna bellatrix được Ludwig Carl Christian Koch miêu tả năm 1865.